# سفينة حتشبسوت
سفينة حتشبسوت

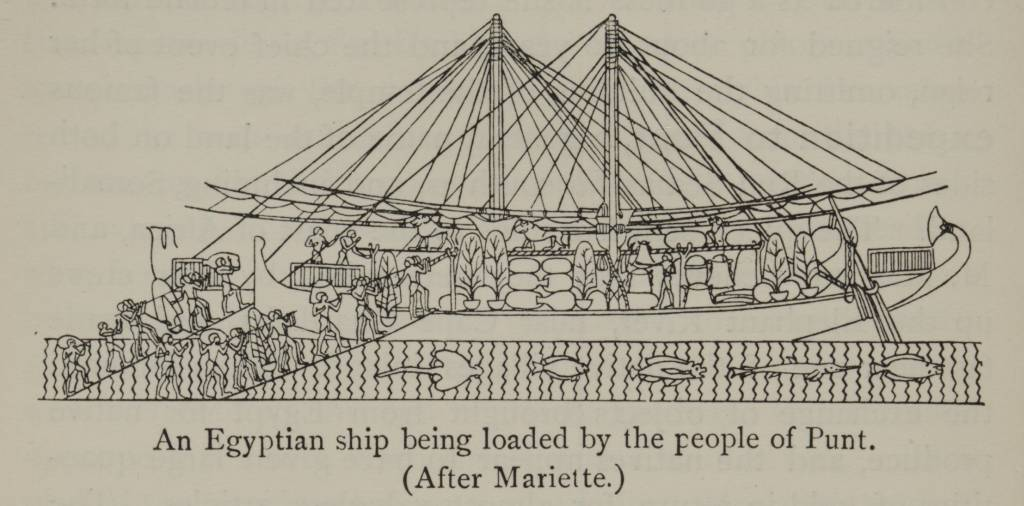
تحميل أهل البنط لاثنتين من سفن حتشبسوت (الدير البحري ، رسمت 1902م

اهتمت حتشبسوت بالأسطول التجاري المصري فأنشأت السفن الكبيرة واستغلتها في النقل الداخلي لنقل المسلات التي أمرت بإضافتها إلى معبد الكرنك تمجيدا للإله آمون أو أرسال السفن في بعثات للتبادل التجاري مع جيرانها، واتسم عهدها بالرفاهية في مصر والسلام. وقد سجلت على جدران معبدها الجنائزي في الدير البحري رحلات إلى بلاد بنط في جنوب البحر الأحمر، وأحضرت البعثة البخور والعطور وأشجار استوائية وحيوانات مفترسة والجلود.
يوجد ممر قصير بين النيل وشاطيء البحر الأحمر عند مدينة قفط ولهذا كانت قفط مركزا هاما في التجارة في مصر. وتستطيع قافلة تعدية تلك المسافة خلال خمسة أيام، ومن هنا بدأت بعثات كثيرة إلى بلاد بنط.
كانت أول بعثة معروفة إلى بلاد بنط في عهد فرعون مصر ساحورع من الأسرة المصرية الخامسة. وكذلك خلال الأسرة المصرية الخامسة قامت بعثة إلى بنط في عهد جد كا رع قام بها القبطان «با ور جد». كما أرسل الملك منتوحوتب الثالث من أسرة مصرية حادية عشر (الدولة الوسطى) بعثة إلى بنط وعلى رأسها قبطان يدعى هنينو، وقام هنينو بتسجل مراحل بعثته إلى بنط في مخطوطات وجدت في وادي الحمامات.
كانت البعثات إلى بلاد بنط بغرض أحضار البخور ولبان ونبات المر، واخشاب واشجار وحيوانات من إفريقيا مثل النمور وفرائها والطاووس والنسانيس وغيرها. وكان تقديم البخور إلى الألهة من الطقوس الهامة في مصر القديمة، فكان الكهنة يقدمونها للآلهة يوميا في المعابد. كما كان يقوم بتلك الطقوس فرعون بنفسه في احتفال كبير.
كتبت الدكتورة «شيريل وارد» الأستاذة في جامعة بوسطن بالولايات المتحدة رسائل علمية عديدة عن نشاط قدماء المصريين في التجارة البحرية مع جيرانهم. ولها نظرية أن قدماء المصريين سادوا البحر، ويبنون سفنا كبيرة. ولكن بعض علماء الآثار لا يعتقد في تلك النظرية رغم وجود نقوشات عديدة ومخطوطات منذ عهد الفراعنة تبين بناء المصريون القدماء لسفن كبيرة واستخدامها في التجارة مع البلاد المجاورة.
لكي تثبت الأستاذة «شيريل وارد» نظريتها فقد قررت في عام 2009 على بناء سفينة على نمط بناء السفن الفرعونية وبنفس مقاييسها والإبحار بها جنوبا في البحر الأحمر لإثبات أنه كان في مقدور قدماء المصريين بالفعل الوصول إلى بلاد بنط.

## بناء السفينة
علمت «وارد» عن بعثة إيطالية مكونة من «كاترين بارد» و «ر. فاتوفيتش» من جامعة روما. وعثرت تلك البعثة على أوعية وأخشاب وحبال من عهد قدماء المصريين في منطقة وادي الجواسيس على البحر الأحمر في مصر (2007). ذهبت وارد إلى مصر واجتمعت بالبعثة الإيطالية وشاهدت ما وجدوه من آثار على ساحل البحر الأحمر. قرر الباحثون الشروع ببناء سفينة تماثل سفينة حتشبسوت والإبحار بها في البحر الأحمر وتجريبها على غرار تجربة السفينة رع التي قام بها الباحث النرويجي تور هيرادال.

## أخشاب من فرنسا
أشركت «وارد» زميلا يبحث في بناء السفن في العهود القديمة وهو الباحث الأمريكي «توم فوسمر»، كما اشترك معهم عالم الآثار المصري محمد عبد المجيد. قامت المجموعة بتجميع معلومات عن شكل السفينة وحجمها وطريقة بنائها من العديد من النقوشات من متحف اللوفر بباريس ومن نقوش معبد حتشبسوت بالدير البحري ومن عدة مصاطب في سقارة. كانت سفن حتشبسوت تبنى من خشب الأرز من لبنان. ونظرا لحماية أشجار الارز حاليا من الاندثار فقد قررت المجموعة استيراد خشب من فرنسا له نفس صفات خشب الارز.
وصل غلى مصر 60 طن من الاخشاب في هيئة كتل طولها 4 أمتار ومقطعها 20 سم في 20 سم. وساعد الباحث المصري محمد عبد المجيد في العثور على ورشة لصناعة السفن في رشيد للقيام ببناء السفينة على نمط سفن حتشبسوت.

## مشكلة الإحكام
أنزلت السفينة المياه فملأتها المياه وقيل أن المركب سوف تصبح محكمة بعد انتفاخ ألواحها الخشبية بالمياه. ولكن هذا لم يحدث فكان الماء يدخل بين الشقوق رغم تفريغ داخل السفينة.
وأكدت «شيريل وارد» أن مراكب قدماء المصريين لم تكن تحكم بالقطران أو الراتنج. وكان عليهم اتباع الطريقة المصرية القديمة، وقاموا بسد الشقوق بواسطة ألياف تحشر بين الشقوق، كما استخدموا شمع النحل.
أصبحت السفينة جاهزة ومحكمة لا يدخلها الماء فزودوها بدفتين خلفيتين مثلما فعل قدماء المصريين، يبلغ طول الدفة نحو 5 أمتار وعرض زعنفة الدفة من أسفل نحو 80 سنتيمتر، وهما يستخدمان لتوجيه السفينة يمينا ويسارا.

## الإبحار
تم نقل السفينة إلى شاطيء البحر الأحمر، واختير لها قبطان فرنسي اسمه «ديفيد فان». وجاء البحارون المصريون وأقاموا عامود الشراع في وسط السفينة على غرار قدماء المصريين. ورفع الشراع بالحبال وكان الشراع أفقيا، وأصبحت السفينة جاهزة للإبحار.
ركب علماء الآثار السفينة ومعهم باحث الآثار المصري محمد عبد المجيد، وعدد من البحار المصريين. وقام القبطان «ديفيد» ببعض المناورات بالسفينة في البحر، وتمكن من قيادتها رغم أنها كانت غريبة عليه ووجدها صالحة للسفر في البحر تماما.
ثم جاء يوم الإبحار وركبوا جميعا السفينة ولم يكن معهم بوصلة أو غير ذلك من وسائل حديثة لمعرفة الاتجاه والتوجيه، ولا هواتف محمول. وقاموا سويا بالرحلة جنوبا في البحر الأحمر بنفس طريقة قدماء المصريين ووسائلهم البسيطة، معتمدين على اتجاه الشمس نهارا والنجوم ليلا. وبذلك أثبتوا أن رحلات حتشبسوت لم تكن خيالا أو أساطيرا وإنما هي حقائق تاريخية يعتز بها المصريون والبشرية جمعاء، فهي من التراث العالمي، مثل بناء الأهرام.
كانت البعثة بغرض الإبحار بالسفينة أياما وليالي ومشاهدة قدرتها على تحمل أمواج البحر والظروف المختلفة للطقس، ونجحت السفينة في ذلك. كذلك كانت الغرض معرفة عما إذا كانت سفن حتشبسوت (بعثة حتشبسوت شملت 5 سفن وعليها نحو 230 من البحارة) تستطيع أيضا الوصول إلى اليمن على الشاطيء الشرقي للبحر الأحمر. ونجحت السفينة في ذلك بمناورات نحو اليمين واليسار وفي ظروف طقسية مختلفة بإدارة الشراع سواء جاء الريح من الجنوب أو الشمال. ونجحت التجربة بكل المقاييس. وكان طول السفينة نحو 21 متر بنفس مقاييس سفن حتشبسوت.

## اقرأ أيضا
- لقاء السفينة

## وصلات خارجية
http://archaeogate.org/egittologia/article/441
http://www.pbs.org/wgbh/nova/ancient/building-pharaohs-ship.html

## فيديو
قامت مجموعة من التلفزيون الفرنسي بتصوير البعثة المرافقة لدكتور شيريل وارد، وهو بعنوان:Quand les egyptiens naviguaient sur la mere rouge.

## اقرأ أيضا
- حتشبسوت
- مصلى أحمر (الكرنك)
- معبد حتشبسوت (الأقصر)
- بناء السفن في مصر القديمة
- بنط
- سنموت
- سفينة جوتفريد

- نسخ مماثلة لسفينة نوح ومشتقاتها
- لقاء السفينة